# フレンズ (2002年のテレビドラマ)
『フレンズ』（프렌즈）は、2002年2月4日および5日の2夜連続で放送された、TBSテレビと韓国文化放送が共同で製作した、日本・韓国合作テレビドラマである。ハイビジョン製作（本放送時は4:3サイドカット）。
韓国では2002年2月15日・16日に放送された。

## ストーリー
OLの浅井智子（深田恭子）は、同僚の山岸裕子（矢田亜希子）と香港へ旅行へ行くが、裕子の用事で智子だけが取り残される。そこで智子はひったくりにあってしまい、犯人と勘違いした韓国人のキム・ジフン（ウォンビン）に出会う。出会いは最悪だったが、ジフンの趣味であるという映画撮影に協力することになり、次第に仲が良くなっていく。

## 登場人物・キャスト
- 浅井智子：深田恭子
- キム・ジフン：ウォンビン
- 山岸裕子：矢田亜希子
- 坂巻祥太：小澤征悦
- 金田美土里：戸田菜穂
- 浅井聡子：竹下景子
- 智子の韓国旅行会社の上司 : 黒田福美
- パク・キョンジュ：イ・ドンゴン
- パク・ヘジン：ハン・ヘジン
- キュハン：イ・ホジェ
- スキョン：ソヌ・ウンスク

## スタッフ
- 脚本：岡田惠和、ファン・ソニョン
- 企画：貴島誠一郎
- プロデュース：伊佐野英樹、瀬戸口克陽、武敬子、カン・ビョンムン、パク・スチョル
- 演出：土井裕泰、ハン・チョルス